# Sant'Antonio
Sant'Antonio es una comuna suiza del cantón del Tesino, localizada en el distrito de Bellinzona, círculo de Giubiasco. Limita al norte con las comunas de Bellinzona y Arbedo-Castione, al este con Roveredo (GR), Cavargna (IT-CO), Germasino (IT-CO) y San Nazzaro Val Cavargna (IT-CO), y al occidente con Comunanza Monteceneri/Cadenazzo y Pianezzo.